# Nyctiphrynus mcleodii
Nyctiphrynus mcleodii е вид птица от семейство Caprimulgidae.

## Разпространение
Видът е разпространен в Мексико.